# ニッシン (歯科)
株式会社ニッシンとは、歯科材料・歯科模型・歯科教育関係商品・ネイル関係商品の製造販売を行う企業。歯科模型を国内で初めて製造した会社であり、歯科模型のシェアは国内トップである。歯科材料を応用したネイルアート素材の開発なども行っている。

## 沿革
創業者は佐竹義昌である。様々な歯科医院で助手として働いたのち、1937年松風陶歯製造株式会社（現・株式会社松風）に入社し、レジン歯の研究を行う。1948年、11年8ヶ月勤めた松風陶歯を辞職し、同年11月「日進歯材研究所」を設立、1951年法人化。日進の由来は「日々進取の気性」からつけられている。
当時は、レジン歯や義歯床補修用樹脂を製造していたが、1957年頃より各歯科大学、歯科技工士学校、歯科衛生士学校などから、歯科実習用模型の製作依頼がくるようになり、製造法の研究が始まった。様々な材質での研究が行われた後、1960年、エポキシレジン製の模型を製作し、模型第1号が大阪大学歯学部補綴学教室に納入された。
1963年6月、京都の本社工場が歯科材料部門では日本で初めての日本工業規格（JIS）表示許可を取得し、1973年6月には株式会社ニッシンへと社名を変更した。
1981年2月21日、三井石油化学工業株式会社（現・三井化学株式会社）とニッシンの合弁によるサンメディカル株式会社を設立し、1982年2月19日東京医科歯科大学医用器材研究所との共同開発である矯正歯科用接着材「オルソマイトスーパーボンド」を発売。
1985年、佐竹義昌の息子である佐竹俊郎が代表取締役社長に就任。佐竹俊郎は立命館大学経済学部時代に杉田二郎らとアマチュアフォークバンド「モダンルーツ・シンガーズ」を結成し、1967年に発起人として「第1回ダイム・コンサート」を主催・開催。1969年に日本コロムビア株式会社（現・コロムビアミュージックエンタテインメント株式会社）からウッディ・ウーとしてプロデビューした元フォークシンガー。当時、佐竹俊郎が作詞・作曲した「今はもう誰も」は、フォークグループのアリスが歌い大ヒットとなった。ニッシンへ入社したのは1976年である。
1985年12月、佐竹俊郎はスペースネイル株式会社を設立し、爪専用の製品の開発・販売を始めると同時に、ネイリストを養成するスクールを設立した。同スクールは、日本で最初のネイリスト養成スクールとなった。また日本ネイルケア協会も自ら創立し、ネイルケア、ネイルアートの啓蒙・浸透に尽力した。
1996年9月27日、日進歯科材料（崑山）有限公司を設立し、翌年3月に上海事務所を開設。その後も北京事務所、マレーシア事務所を開設した。2008年スペースネイル株式会社の事業をニッシンに取り込み、現在にいたる。

## 歴史
- 1943年（昭和23年）11月 - 「日進歯材研究所」として京都市南区にて創業　義歯床用樹脂「ナチュラルレジン」発売
- 1949年（昭和24年）2月 - 人工歯「ナチュラルレジン歯」発売
- 1951年（昭和26年）12月 - 「株式会社日進歯材研究所」設立
- 1958年（昭和33年）2月 - 歯科実習用顎模型を販売開始
- 1962年（昭和37年）10月 - 滋賀県今津町（現：高島市）に今津工場完成
- 1963年（昭和38年）6月 - 本社工場が日本工業規格（JIS）表示許可を取得
- 1963年（昭和38年）10月 - 京都府亀岡市に亀岡工場完成
- 1968年（昭和43年）3月 - 東京都練馬区に東京出張所を開設
- 1973年（昭和48年）6月 - 現在の社名「株式会社ニッシン」へ改称
- 1977年（昭和52年）7月 - 亀岡工場および今津工場が日本工業規格（JIS）表示許可を取得
- 1977年（昭和52年）11月 - 東京出張所を移転・拡大し東京都台東区に東京営業所開設
- 1981年（昭和56年）2月 - 三井石油化学工業株式会社（現三井化学株式会社）との合併会社で「サンメディカル株式会社」設立
- 1985年（昭和60年）11月 - 亀岡増設に伴い本社工場を統合
- 1985年（昭和60年）12月 - 「スペースネイル株式会社」を設立
- 1988年（昭和63年）11月 - 大阪市中央区に大阪営業所を開設
- 1996年（平成8年）9月 - 中国江蘇省崑山市に「日進歯科材料有限公司」を設立
- 1997年（平成9年）3月 - 中国上海市に上海事務所を開設
- 1997年（平成9年）6月 - 大阪営業所を閉鎖し本社内へ移転
- 2000年（平成12年）11月 - 亀岡に2棟目となる新工場デンタルマテリアルF.C.完成
- 2000年（平成12年）12月 - デンタルマテリアルF.C.完成に伴い今津工場を閉鎖
- 2002年（平成14年）11月 - ISO9001　認証取得
- 2005年（平成17年）5月 - ISO13485　認証取得
- 2006年（平成18年）2月 - 中国北京市に北京事務所を開設
- 2006年（平成18年）12月 - 東京営業所を移転・拡大し「東日本営業所」へ改称
- 2008年（平成20年）11月 - マレーシア・クアラルンプールに「マレーシアオフィス」を開設
- 2008年（平成20年）12月 - 「スペースネイル株式会社」の事業をニッシンに取り込み「スペースネイル事業部」とする。
- 2008年（平成20年）12月 - 「株式会社アイキャスト」を設立
- 2009年（平成21年） 1月 - 京都市中京区に「西日本営業所」を開設
- 2010年（平成22年）3月 - デンタルマテリアルF.C.増床完成

## 主な製品
- 歯科模型
- 歯科材料

## 事業所
- 亀岡工場
- デンタルマテリアルFC
- 西日本営業所
- 東日本営業所
- マレーシアオフィス

## 関連企業
- サンメディカル株式会社（三井化学株式会社との合併会社）
- 日進歯科材料（崑山）有限公司（中国現地法人）
- 日進教学器材（崑山）有限公司（中国現地法人）
- 株式会社アイキャスト（技工関連商品）